# Dolistowo Nowe
Dolistowo Nowe  est un village polonais de la gmina de Jaświły dans le powiat de Mońki et dans la voïvodie de Podlachie. Il se situe à environ 21 kilomètres au nord-est de Mońki et à 60 kilomètres au nord de Bialystok. 
Le village compte approximativement 40 habitants.